# Kaliwerk Adler
Das Kaliwerk Adler war ein Bergwerk auf Kalisalze mit angeschlossener Düngemittelfabrik der ehemaligen Adler-Kaliwerke AG bei Röblingen im Landkreis Mansfeld-Südharz in Sachsen-Anhalt. Das Grubenfeld unterbaut keine Ortslage. Die wenigen in der Nähe des Schachtes stehenden Wohngebäude liegen größtenteils im Bereich des Schachtsicherheitspfeilers.

## Geologische und hydrogeologische Lagerstättenverhältnisse

### Geologische und lagerstättenkundliche Einschätzung
| Teufe (m) | Gestein                                                 |
| --------- | ------------------------------------------------------- |
| 0,0       | Erdoberfläche                                           |
| 0,3       | Mutterboden                                             |
| 24,5      | grauer und weißer Sand                                  |
| 27,0      | Schwimmsand mit Braunkohleeinlagerungen                 |
| 30,0      | toniger Sand                                            |
| 37,5      | graue Letten                                            |
| 39,5      | Braunkohlenquarzit                                      |
| 49,0      | weißer Sand                                             |
| 67,5      | roter und weißer Buntsandstein im Wechsel mit Letten    |
| 96,0      | rote und blaue Letten mit Sandsteineinlagerungen        |
| 100,5     | fester grauer Sandstein                                 |
| 204,0     | rote und blaue Letten                                   |
| 284,0     | rote sandige Letten                                     |
| 401,0     | rote und blaue Letten im Wechsel mit Sandstein und Gips |
| 423,5     | überwiegend rote Letten                                 |
| 440,0     | Jüngeres weißes Steinsalz                               |
| 452,0     | roter Salzton                                           |
| 511,0     | Jüngeres rotes Steinsalz                                |
| 567,0     | Hauptanhydrit                                           |
| 577,0     | grauer Salzton                                          |
| 582,0     | roter und grauweißer Carnallit                          |
| 596,0     | Älteres weißes Steinsalz (=Endteufe)                    |

Der Schacht und die Grubenbaue liegen an der Südflanke des Teutschenthaler Sattels bzw. am Nordrand der Querfurter Mulde. Die abgebauten Lagerstättenteile bestanden aus Hartsalz und überwiegend Carnallitit. Das Einfallen des Lagers ist unterschiedlich und liegt etwa zwischen 20 und 25°. Nördlich des Schachtes ist das Salinar am Teutschenthaler Sattel infolge der Heraushebung der Sattelachse in Richtung Nordwesten weitgehend ausgelaugt worden.
Zur großräumigen Erkundung des Kaliflözes „Staßfurt“ wurden in der Umgebung des Schachtes Adler eine Anzahl von OT-Bohrungen gestoßen. Die in rund 1,7 km vom Schacht stehende OT-Bohrung Unterröblingen weist neben Auslaugungsrückständen des Zechsteins 4 und 3 erst das Staßfurt-Steinsalz als intakten Horizont aus. In der weiter westlich gelegenen OT-Bohrung Oberröblingen ist der Zechstein 4 ebenfalls noch angegriffen worden, während in der südlich liegenden OT-Bohrung Oberröblingen aber auch in den OT-Bohrungen Oberröblingen II, III und IV sowie im Schacht Oberröblingen der Zechstein noch vollständig vorhanden ist. Nach dem Muldentiefsten hin (Bohrungen Stedten 1 und 2, Schrapplau 1, 3, 4, 5) nimmt die Mächtigkeit des Deckgebirges kontinuierlich zu (Vorhandensein von Muschelkalk und zunehmende Mächtigkeit des Buntsandsteins).
Die Bohrungen Erdeborn I und Erdeborn III trafen unter Gipsrückständen des Zechstein 4 und 3 erst den Hauptanhydrit unzersetzt an; sie wurden bis ins Staßfurt-Steinsalz niedergebracht. In den Bohrungen Erdeborn I und II liegt der Gips unmittelbar über dem Staßfurt-Steinsalz, die hangenden Zechsteinschichten fehlen. Der über dem Staßfurt-Steinsalz auftretende Gips wird dals fazielle Vertretung des Kalilagers (Sangerhäuser Anhydrit) – also nicht als eine durch Auslaugung entstandene Rückstandsbildung – angesehen. In der ersten „Einschätzung des Werkes“ von 1911 wurde die Lagerstätte als „flachfallend“ charakterisiert und die Mächtigkeit mit 6–7 m angegeben. Weiterhin wurde eine angetroffene lokale Hartsalzlinie von geringem Ausmaß erwähnt. Für die berechneten Carnallitit-Vorräte wurde ein Wert von 9,8 % K2O, für das Hartsalz ein solcher von 17,5 % genannt. In einem späteren „Nachtrag auf Neueinschätzung“ wurde festgestellt, dass der K2O-Gehalt der Vorräte auf 10,7 % (Durchschnitt von 6 Proben, Toleranzen zwischen 8,4 und 11,0 %) angestiegen war. Die durchschnittliche Lagerstättenmächtigkeit lag bei 13,9 m. Im Ergebnis einer Befahrung der Kaliprüfungsstelle wurde der K2O-Gehalt laut Fördernachweisen mit 9,5 %, laut Fabrikbüchern mit 8,0 % beziffert. Die Mächtigkeit des Flözes lag zwischen 5 m und 20 m. Erwähnt wird fernerhin der unvermittelte Übergang vom Staßfurt-Steinsalz – unter Wegfall der Übergangsschichten – zum Kalilager, wobei letzteres in diesen Fällen als kieseritischer Trümmercarnallit vorliegt.
Während im Westfeld überwiegend rotgefärbter Carnallitit angetroffen wurde, war der Carnallitit des Ostfeldes von grauer Farbe. Auch Tachyhydrit ist nachgewiesen worden. Das erwähnte Hartsalzvorkommen wurde 65 m vom Schacht in der westlichen Hauptförderstrecke mit einem Meter Mächtigkeit angetroffen und in einer streichenden Länge von 105 m verfolgt. Das Hartsalz war kieseritarm, geschichtet und von dunkelgrauer bis rötlicher Farbe; der K2O-Gehalt lag zwischen 28,4 und 34,6 %. Eine stärkere tektonische Beeinflussung (Einfallen 20–30° nach Süden und teilweise Überkippung des Kaliflözes) wurde besonders für das Westfeld erwähnt, in dem auch diskordante Auflagerungen von Leine-Steinsalz beobachtet wurden. Im Bereich des Grubenfeldes betrieb die Grube Wilhelmine oberflächennahen Braunkohletiefbau.

### Hydrogeologische Angaben
Die ursprünglichen hydrogeologischen Verhältnisse im Bereich des Baufeldes Adler wurden durch die in der Umgebung in der Eislebener Niederung umgehende Auslaugung des Zechsteins wesentlich gestört. Das nördlich des Baufeldes gelegene Salzspiegelgebiet selbst ist durch eine rege Auslaugungstätigkeit und die damit verbundenen Deformationen der Erdoberfläche (Bildung von Senkungsmulden, Auftreten intensiver ungleichmäßiger Senkungen, Vorkommen häufiger Erdfälle) gekennzeichnet. Alle diese Erscheinungen wirken sich im Grubenfeld Adler wegen der unmittelbaren Nachbarschaft der Hornburger Tiefenstörung und des Salzspiegelgebietes besonders negativ aus. Im Bereich der Auslaugungssenken – in der unmittelbaren Umgebung des Abbaufeldes liegen die Auslaugungssenken von Erdeborn und Röblingen – ist eine oberflächennahe Wasserführung vorhanden. Die Wässer sind meist stark versalzen, der Grundwasserspiegel zeigt einen laufenden Anstieg. Der eigentliche Hauptwasserleiter im Bereich der Mansfelder Mulde, der mittlere Buntsandstein, kommt in der Umgebung des Abbaufeldes nicht vor. Der anstehende untere Buntsandstein ist überwiegend wasserundurchlässig. Eine Wasserführung tritt in diesem Horizont nur im Bereich der Rogensteinbänke, begünstigt durch deren Klüftigkeit, auf. Infolge der benachbarten Auslaugungsprozesse sind diese Wässer meist versalzen und weisen hohe Härtegrade auf.
Eine Abgrenzung dieser durch Auslaugung des Zechsteins bedingten Senkungen von solchen, die durch Abbaueinwirkung und späteres Ersaufen des Baufeldes Adler entstanden sind, dürfte wegen der möglichen Überlagerung der Erscheinungen sehr kompliziert sein. Über Wasser- und Salzlösungszuflüsse während der Betriebsperiode der Schachtanlage Adler liegen nur spärliche Unterlagen vor. Zum Schachtabteufen wird lediglich erwähnt, dass bei Teufen unterhalb von 39 m Wasserschwierigkeiten und Schwimmsanddurchbrüche auftraten. Ob der Schacht bei der Stilllegung im Jahre 1927 noch vollständig trocken war und in welchem Zeitraum der Anstieg der Wasser bzw. Salzlösungen erfolgte, ist nicht bekannt.

## Der Schachtbau
Der Schacht Adler liegt etwa 1,2 km südöstlich der Ortslage Erdeborn, etwa 1,2 km westlich des Ortsteils Oberröblingen (Röblingen am See) und etwa 100 m südlich der Bahnlinie Halle-Eisleben. Er steht an der Südflanke des Teutschenthaler Sattels, bzw. am Nordrand der Querfurter Mulde. Zwischen den eingangs genannten Ortschaften verläuft die herzyn streichende Hornburger Tiefenstörung, an der der subsalinare Untergrund im SO-Teil (Bereich Röblingen) um mindestens 400 m abgesunken ist. Die Hornburger Tiefen-Störung schneidet den Hornburger Sattel, der sich in rund 3 km Entfernung westlich vom Schacht befindet; sie wird als Hauptzuflussstelle zum Salzspiegel im Gebiet des ehemaligen Salzigen Sees angesehen.
Mit dem Teufen des Schachtes Adler wurde am 11. Juni 1906 begonnen. Ende Januar 1907 wurden Wasserschwierigkeiten und Schwimmsanddurchbrüche durch Betonierung beseitigt. Anfang August 1907 wurde bei 50,5 m der Buntsandstein, am 14. August 1908 bei 424 m das Steinsalz und am 1. Februar 1908 bei 577 m das Kalilager angefahren. Das Schachtabteufen erfolgte nach dem Senkschachtverfahren. Die Gesamtteufe des Schachtes beträgt 596,0 m. Die Ackersohle liegt bei 102,72 m ü. NN. Der Schachtmantel wurde in den oberen 214 m mit Tübbingringen ausgebaut, der Rest steht in Mauerung. Der Schacht war mit zwei Fördereinrichtungen versehen und hat einen Durchmesser von 4,5–5,0 m. Ein Teufbericht liegt nicht vor. Die lichte Weite des Schachtes ist nur annäherungsweise bekannt – sie konnte infolge des massiven Betondeckels nicht nachgeprüft werden.

## Aus- und Vorrichtung, Abbau- und Versatzverfahren
Das Kalilager Flöz „Staßfurt“ wurde bei 577 m Teufe angetroffen und in diesem Niveau (580-m-Sohle) durch streichende Strecken erkundet. In Richtung Osten wurde der Vortrieb nach rund 450 Metern eingestellt, da hier das Lager auskeilt. In westlicher Richtung erreichte das Abbaufeld eine Erstreckung von rund 1,9 km, wobei bereits nach rund 800 m anhand der oftmaligen Richtungsänderung der streichenden Strecken auf größere Veränderungen der Streichrichtung (vermutlich bedingt durch tektonische Einflüsse im Gefolge der Hornburger Tiefenstörung) geschlossen werden kann. Das Abbaufeld des Schachtes „Adler“ kann in 5 Baugruppen unterteilt werden (vergleiche Abbildung oben):
1. Die Baugruppe östlich des Schachtes:
Die Auffahrungen bzw. der Abbau stammen aus den Jahren 1909–1913. Aufgefahren wurden 4 Sohlen bzw. Teilsohlen in West-Ost-Richtung. Drei Abbaue liegen zwischen der 520-m- und 569-m-Sohle mit einem durchschnittlichen Einfallen von 20°, einer Abbaubreite von 12–22 m und einer vermutlichen Bauhöhe von 6–7 m. Die Zwischenpfeiler haben eine Stärke von 8 m. Zwischen der 569-m-Sohle und 551-m-Sohle wurden 9 Abbaue mit einer Breite von 11–15 m und einer Bauhöhe von 6–10 m abgebaut. Hier betrug die Pfeilerstärke 7–10 Meter. Diese Baugruppe lässt auf eine sporadische Abbauführung schließen (Auskeilen der Lagerstätte). Von der 580-m-Sohle wurden zwei Flachen, davon eines als Doppelstrecke mit einer Länge von etwa 350 bzw. 70 m aufgefahren. Zur Förderung der Salze wurden mehrere Haspelberge zwischen den Teilsohlen angelegt. Unmittelbar am Ostrand des Schachtsicherheitspfeilers wurde das Sprengmittellager aufgefahren.
2. Die Baugruppe zwischen Schachtsicherheitspfeiler, Bohrloch Oberröblingen und Markscheide:
In diesem Baufeld wurden 11 Abbaue mit sehr unterschiedlicher Dimensionierung, mit einer vermutlichen Bauhöhe von 6–7 m und einem durchschnittlichen Einfallen von etwa 20° in den Jahren 1909–1913 abgebaut. Der Schachtsicherheitspfeiler wird von 3 Sohlen, 2 Verbindungsstrecken und einem Haspelberg, der Bohrlochsicherheitspfeiler von 2 Sohlen durchörtert.
3. Die Baugruppe westlich des Bohrlochsicherheitspfeilers:
Diese Baugruppe zeigt auf einer streichenden Länge von 500 m eine ausgeglichene Bauweise mit Abbauen von etwa 17 m Breite, einer vermutlichen Bauhöhe von 6–7 m, einer Pfeilerstärke von etwa 8 m und einem Einfallen von etwa 20–25°. Die Abbaue liegen zwischen der 606-m-Sohle und der Wetterstrecke oberhalb der 551-m-Sohle. Im Baufeld wurden 9 Sohlen bzw. Teilsohlen aufgefahren. Diese Auffahrungen bzw. der Abbau wurden in den Jahren 1918–1920 durchgeführt.
4. Die Baugruppe im Anschluss an die 3. Baugruppe bis zum Querschlag 10:
Auch diese Baugruppe hat eine streichende Länge von etwa 500 m. Die Streichrichtung wechselt aber sehr nach Südwest. Die Abbaue liegen zwischen der 606-m-Sohle und der 586 m- bzw. 593-m-Sohle. Sie haben eine Breite von 20 m, eine vermutliche Bauhöhe von 6–7 m und ein Einfallen von etwa 20–25°. Die Pfeilerstärke beträgt 10 m. In dieser Baugruppe wurde ein Teilabschnitt der 628-m-Sohle als Vorrichtung aufgefahren. Der Abbau ging in den Jahren 1920–1925 um.
5. Die Baugruppe im Anschluss an die 4. Baugruppe:

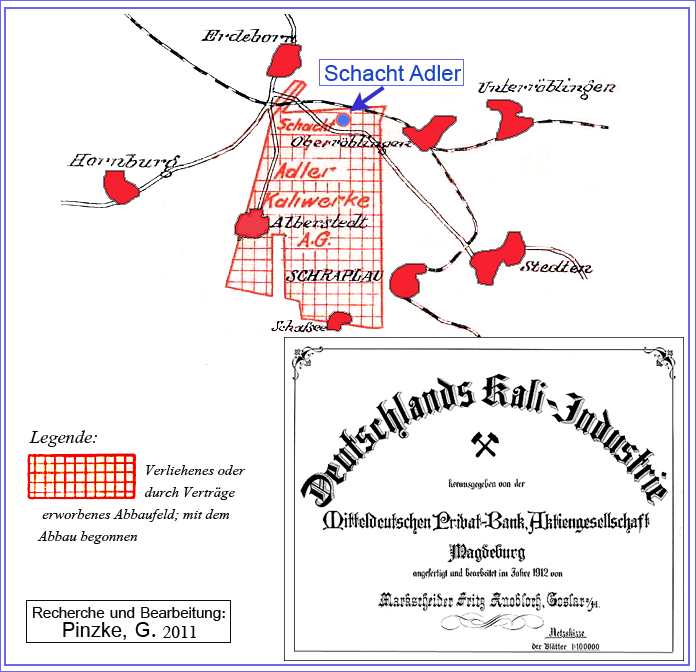
Lage des Schachtes Adler und die Berechtsame der ehemaligen „Adler Kali-Werke A.G.“

Diese Baugruppe weist lediglich 2 Abbaue auf. Alle anderen Grubenräume sind Sohlen und Strecken in einer Südwestausdehnung von 250 m und einer fast Nordsüdausdehnung von 150 m. Alle Sohlenstrecken und Berge sind vermutlich im Carnallitit-Lagerteil aufgefahren. Eine Ausnahme bilden die „Liegende Strecke 580 m Teufe“ und einige Querschläge; sie wurden wahrscheinlich im Staßfurt-Steinsalz aufgefahren. Durch den Wassereinbruch 1913 im Nachbarschacht Oberröblingen, der als Ausziehschacht für die Wetterführung vorgesehen war, kam es zu keiner Verbindung dieser beiden Schächte, sodass der Schacht Adler mit einem separaten Wettertrum auszurüsten war.
Während in der Baugruppe 1 östlich des Schachtes – zwischen den Teilsohlen – voneinander unabhängige Kammern angelegt wurden, zeigt das übrige Baufeld die typische Etagenbauweise mit über mehrere Teilsohlen führenden Abbaukammern. Die Anschussfiguren der Kammern wurden von der Tiefbausohle ausgeführt. Nach Herstellen einer entsprechenden Unterfahrung wurden vermutlich die Salze der Hohen First gewonnen und abgefördert. Die Kammern wurden dann von der nächsthöheren Teilsohle aus neu angefahren. Der Versatz wurde wahrscheinlich so eingebracht, dass ein entsprechender Hohlraum für die Gewinnung der nächstfolgenden Firstsalze offen blieb. Die Abförderung der Salze und die Zuförderung des Versatzgutes geschah über Haspelberge. Zur Streckenförderung wurden Benzol-Lokomotiven eingesetzt. Die alte Hauptförderstrecke (580 m Teufe) durchörterte den Sicherheitspfeiler des Bohrloches Oberröblingen 2 auf der Südseite. Diese Strecke zeigte starke Druckeinwirkungen im Bereich des Sicherheitspfeilers und musste aufgegeben werden. Zuvor wurde eine neue Strecke im Liegenden (Staßfurt-Steinsalz) aufgefahren, sie liegt nördlich des Bohrloch Oberröblingen 2. Zu erwähnen ist noch die einfallende Doppelstrecke, sie wurde von der östlich des Schachtes gelegenen Baugruppe angesetzt. Die Strecke ist etwa 350 m lang und hat ein Einfallen von 15–22°. Auch über diesen Aufschluss liegen keine Berichte vor. Es ist jedoch wahrscheinlich, dass sie als Ausgangspunkt der geplanten Verbindungsstrecke zum Schacht „Gewerkschaft Oberröblingen“ anzusehen ist.
Versatz u. Hohlraumbilanz:
Es ist zu vermuten, dass dem Versatzgut auch die Salze der Liegendstrecken und Querschläge zugeführt wurden. Laut Grubenbild (siehe obere Abbildung) sind die Abbaue als „versetzt“ mit Datum dargestellt. Offengeblieben sind wahrscheinlich die obersten Kammerauffahrungen bzw. die letzten Abschläge der Hohen Firsten. Streckenteile der Baugruppe östlich des Schachtes tragen ebenfalls Versatzzeichen, sie befinden sich lagemäßig etwa unterhalb der Bahntrasse. Aus dem vorliegenden Grubenbild wurde eine Hohlraumbilanz nachstehende erarbeitet:
Resthohlräume:
- Sohlenstrecken, Berge und Querschläge, zusammen etwa 210.000 m³
- Abbaukammern: etwa 40.000 m³[5]
- Summe: etwa 250.000 m³

## Die finanziellen und betriebswirtschaftlichen Verhältnisse

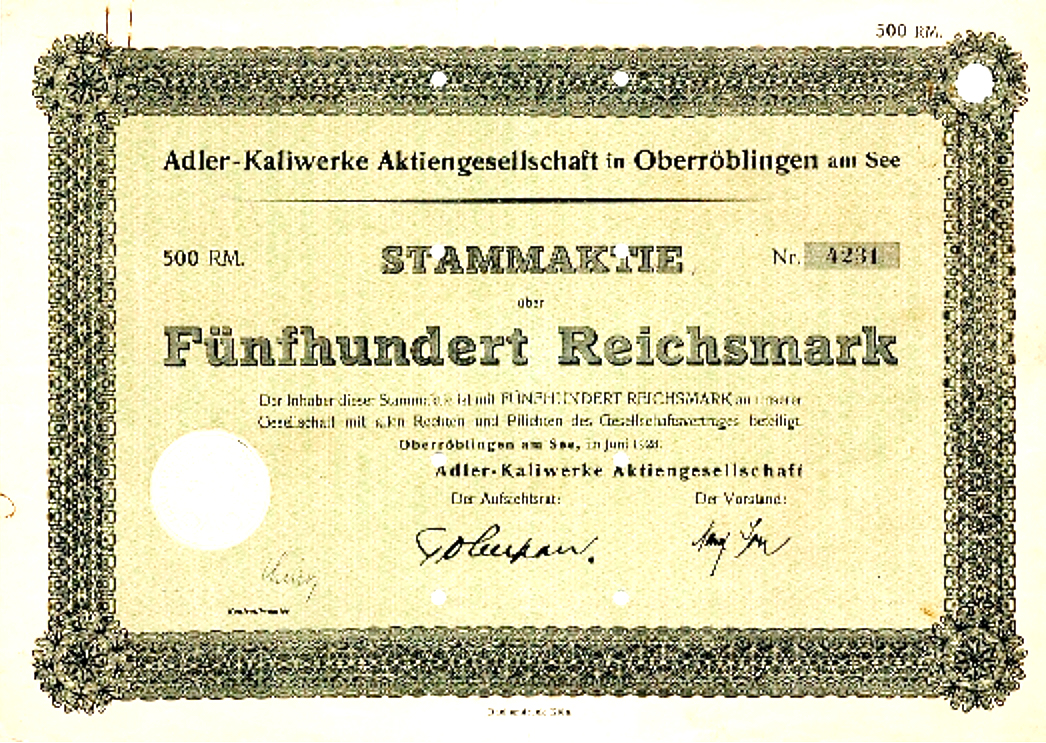
Stammaktien-Schein der Adler-Kaliwerke Aktiengesellschaft

Aus den statistischen Jahrbüchern der Deutschen Braunkohlen-, Steinkohlen- und Kali-Industrie konnten nachstehende Angaben zusammengetragen werden:
Vorstand
Adolf Soa, Bergwerksdirektor, Oberröblingen am See. Richard Popendiker, Aschersleben.
Gründung
14. Juni 1905, handelsgerichtliche Eintragung am 20. September 1905. Gründer waren die Firmen Wulkow & Corneisen in Hamburg, Joh. Ohligschläger in Aachen, Gebr. Röchling in Saarbrücken und die Internationale Bohrgesellschaft in Erkelenz.
Gegenstand des Unternehmens
Gewinnung und Verwertung von Bergbauprodukten in roher und bearbeiteter Form, insbesondere von Kalisalzen.
Aktienkapital
Ursprünglich 3.250.000 Mark. Auf mehreren Generalversammlungen wurden Änderungen bzw. Aktienumtausche beschlossen. Die ordentliche Generalversammlung am 8. Juni 1921 beschloss zur Verstärkung der Betriebsmittel die Erhöhung des Aktienkapitals um 4.064.000 M (Mark), die Ausgabe neuer Stammaktien und neue 6 %-Vorzugsaktien im Wert von 2 Millionen M. Letztlich beschloss eine im Oktober 1922 abgehaltene Generalversammlung die Erhöhung des Aktienkapitals um weitere 6 Millionen M Stammaktien.
Das Reinvermögen der Gesellschaft betrug laut Reichsmark-Eröffnungsbilanz 5.084.221 RM. Auf einer weiteren ordentlichen Generalversammlung wurde beschlossen, das Papiermark-Stammaktienkapital im Betrage von 18 Millionen PM (Papiermark) im Verhältnis 4:1 auf 4,5 Millionen RM und das Papiermark-Vorzugsaktienkapital von 4 Millionen PM auf 296.000 RM unter Zuzahlung herabzusetzen. Demnach betrug nach der Reichsmark-Kapitalumstellung per 1. Januar 1924 das Stammaktienkapital 4,5 Millionen RM, das Vorzugsaktienkapital 296.000 RM.
Beteiligungen: Die Gesellschaft besaß 995 Kuxe der Gewerkschaft Oberröblingen und 773 Kuxe der Gewerkschaft Hope in Gotha. Letztere Gesellschaft besaß wiederum mehr als ¾ des Aktienkapitals der Kaliwerke Adolfsglück AG.
Kalisyndikat
Ein vorläufiges Abkommen mit dem früheren Syndikat wurde im März 1909 getroffen, sodass der Versand der in der eigenen Fabrik erzeugten Produkte am 18. März 1909 aufgenommen werden konnte. Die Gesellschaft ist dann Ende Juni 1909 eine provisorische Bindung mit dem Syndikat eingegangen, nach der ihr für später eine Mindestquote von 13,5 Tausendstel im Falle der Anerkennung als Carnallitwerk und von 14,5 Tausendstel im Falle der Anerkennung als Hartsalzwerk garantiert wurde. Dem Syndikat gehörte das Werk seit dem Jahre 1909 an.
Gerechtsame
Die Firma Wulkow & Cornelsen inferierte in die Gesellschaft für 2,25 Mill. M ein von der „Internationalen Bohrgesellschaft“ aufgeschlossenes, durch 8 Salzmutungen gesichertes Interessengebiet in den Gemarkungen Erdeborn, Unterröblingen, Oberröblingen, Alberstedt, Schraplau, Unterfarnstedt, Stedten, Oberesperstedt, Unteresperstedt, Amsdorf und Kuckenburg. Zusammen waren das 10 Felder mit einer Gesamtfläche von 21,89 Mio. m². Das Interessengebiet lag westlich von Halle/Saale, südöstlich des Hornburger Sattels, markscheidend mit dem Kalischacht Wansleben sowie Feldern der Schutzbohrgemeinschaft des Kaliwerkes Ernsthall, der Kaliwerk Gewerkschaft Salzmünde, des Preußischen Fiskus und der Aktiengesellschaft Krügershall. Im Norden war die natürliche Grenze das Gebiet des ehemaligen Salzigen Sees.
Die niedergebrachten Bohrungen Oberröblingen I (eingestellt im Steinsalz bei Teufe 690,95 m), Oberröblingen II (eingestellt im Steinsalz bei Teufe 631,0 m), Oberröblingen III (eingestellt im Steinsalz bei Teufe 349,05 m), Oberröblingen IV (eingestellt im Steinsalz bei Teufe 567,32 m), Erdeborn I (eingestellt im Steinsalz bei Teufe 265,58 m), Erdeborn II (eingestellt im Steinsalz bei Teufe 262,15 m), Erdeborn III (eingestellt im Steinsalz bei Teufe 262,15 m), Alberstedt (erreichtes Steinsalz/Kali bei 811,95 m; eingestellt im Steinsalz bei Teufe 1.056,35 m) sowie die Bohrungen Schafsee I bis III wurden alle bis zur Mutungsberechtigung im Steinsalz eingestellt. Die Bohrungen Erdeborn III wiesen die Kalilagerstätte von Teufe 473,25–518,25 m (45,0 m), Oberröblingen II von Teufe 563,35–571, 80 m (5,45 m), Oberröblingen I von Teufe 603,25–613,65 m (10,40 m), Oberröblingen IV von Teufe 514,70–517,32 m (2,62 m) sowie Alberstedt von Teufe 952,50–968,50 m (16 m) nach.
Die ordentliche Gesellschafterversammlung vom 18. Dezember 1925 beschloss die Stilllegung des Werkes gemäß Stilllegungsverordnung vom 18. Juli 1919, § 83a, bis zum 31. Dezember 1953. Die Kaliprüfungsstelle erteilte dem Werk im Jahre 1927 auf seinen freiwilligen Stilllegungsantrag hin eine Beteiligungsziffer von 83 % der durchschnittlichen Beteiligung aller Kaliwerke. Im Jahre 1936 wurde das Vermögen der vier den Adler-Konzern bildenden Gesellschaften (Adler-Kaliwerke AG, Bergwerksgesellschaft Hope mbH, Kaliwerke Adolfsglück AG und Gewerkschaft Oberröblingen) auf den Hauptgesellschafter, die Kaliwerke Aschersleben AG (siehe auch Geschichte der Unternehmen der Stadt Aschersleben), übertragen.

## Heutiger Zustand (2004)
Die letzte Nachtragung des Grubenbildes datiert vom 28. Juli 1927. Das Titelblatt trägt den Vermerk: „Der Schacht wurde im April 1927 mit einem Betondeckel verschlossen“. Frühere Untersuchungen der Schachtröhre und der in ihr anstehenden Wässer bzw. Salzlösungen gaben sichere Hinweise auf Schäden in der Schachtausmauerung sowie Undichtigkeiten im Tübbingausbau. 1978 wurde der Lösungsspiegel in der Schachtröhre bei Teufe 400 m eingemessen. Das war gegenüber der letzten Lotung aus dem Jahre 1970 ein Anstieg um rund 114 m. Verbruchmaterial wurde bereits in einer Teufe von rund 450 m erfasst. Um weitere subrosive Aktivitäten zu unterbinden, wurde die Schachtröhre im Jahre 1990 nachverfüllt und die Schachtabdeckung erneuert. Weitere Senkungen über dem Abbaufeld durch Auslaugungsvorgänge in den salinaren Schichten sind möglich. Eine Aussage über noch zu erwartende technogene Subrosionsvorgänge ist schwierig, da sich das Abbaufeld selbst im Bereich des durch natürliche Subrosion charakterisierten Erdeborner Senkungstroges befindet.
Nach 1945 und bis zum 31. Dezember 1951 war das Kaliwerk „Deutschland“ Teutschenthal für die Instandhaltung und Kontrolle der Abdeckelung zuständig. Von 1. Januar 1952 bis 1. August 1953 war die „Geologische Kommission“ für die Schächte verantwortlich. Danach übernahm abermals das Werk „Deutschland“ die Kontrollpflicht. Zum eigentlichen Schacht gehört eine Grundstücksfläche von 81 m² (Gemarkung Röblingen, Flur 2, Flurstück 29); die Fläche schließt die Schachtabdeckung und die Umzäunung ein. Seit Erlass der Verwahrungsanordnung der DDR vom 10. Oktober 1971 wurde der Rat des Bezirkes Halle für eine Vielzahl von Alt-Kalischächten, die sogenannten „Grubenbaue alten Bergbaus ohne Rechtsnachfolger“, zuständig. Mit dem Beitritt der DDR zum Geltungsbereich des Grundgesetzes galt die Schachtanlage Adler als „stillgelegte Anlage eines bergbaulichen Gewinnungsbetriebes, für den ein Rechtsnachfolger nicht vorhanden oder nicht mehr feststellbar ist“. Anstelle der Räte der Bezirke traten die jeweiligen Landesregierungen bis zum Erlass entsprechender ordnungsbehördlicher Vorschriften ein. Somit steht bis dato die Schachtanlage Adler ordnungsrechtlich bezüglich der Fürsorgepflicht zwecks Gefahrenabwehr in der Zuständigkeit der Gemeinde. Diese und viele andere seinerzeit stillgelegte Kali- und Steinsalzbergwerke bedürfen einer kontinuierlichen Überwachung.

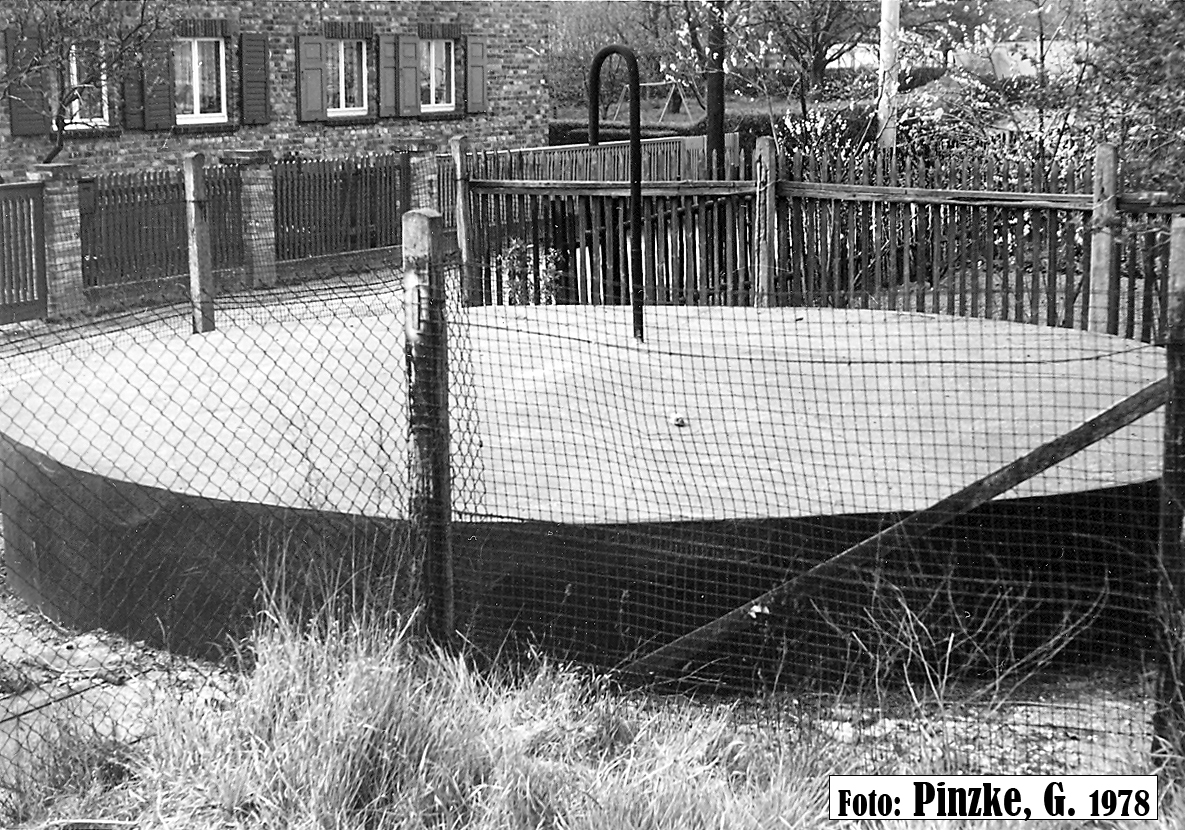
Schachtabdeckung Schacht Adler, 1978
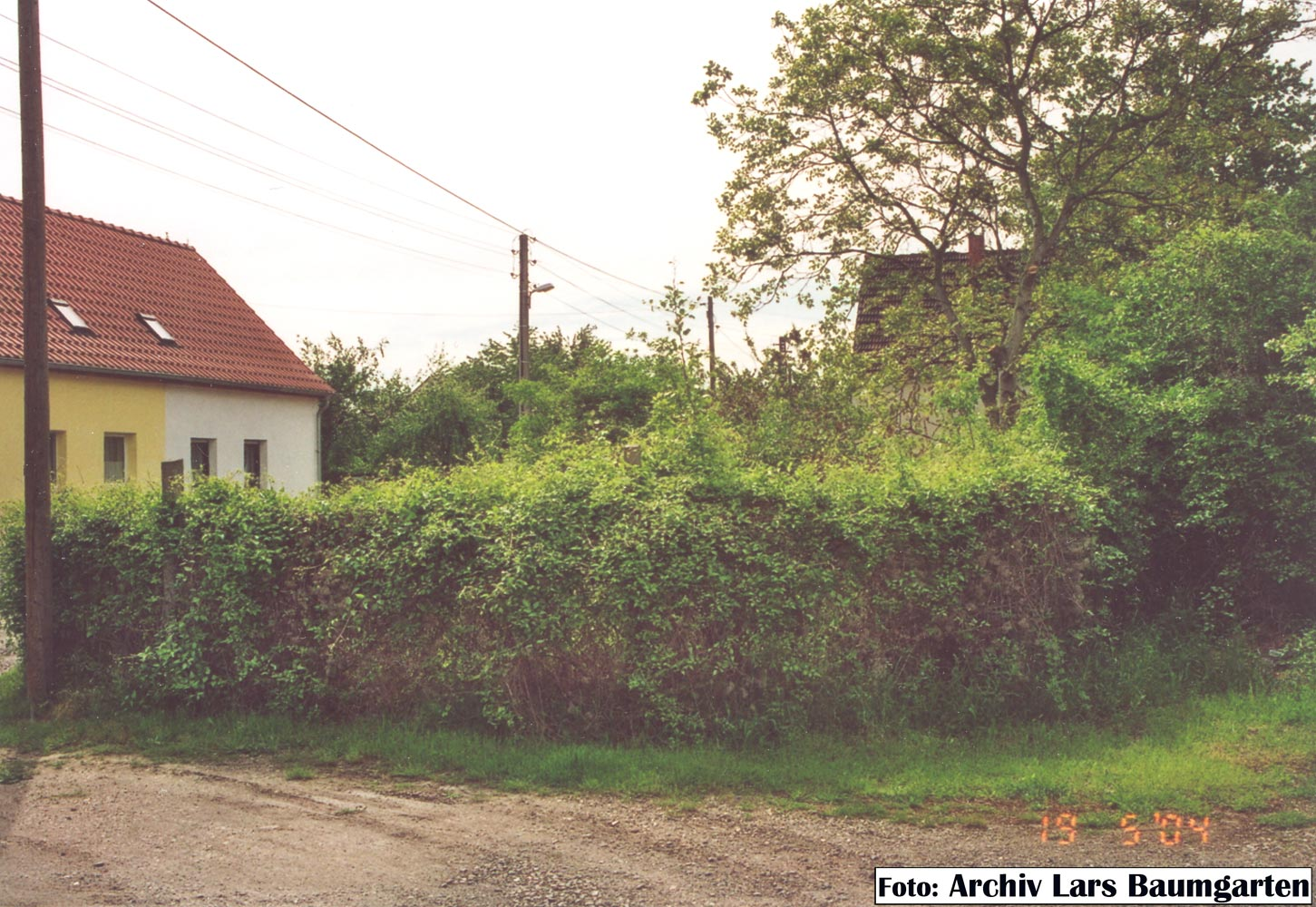
Schachtabdeckung Schacht Adler, 2004
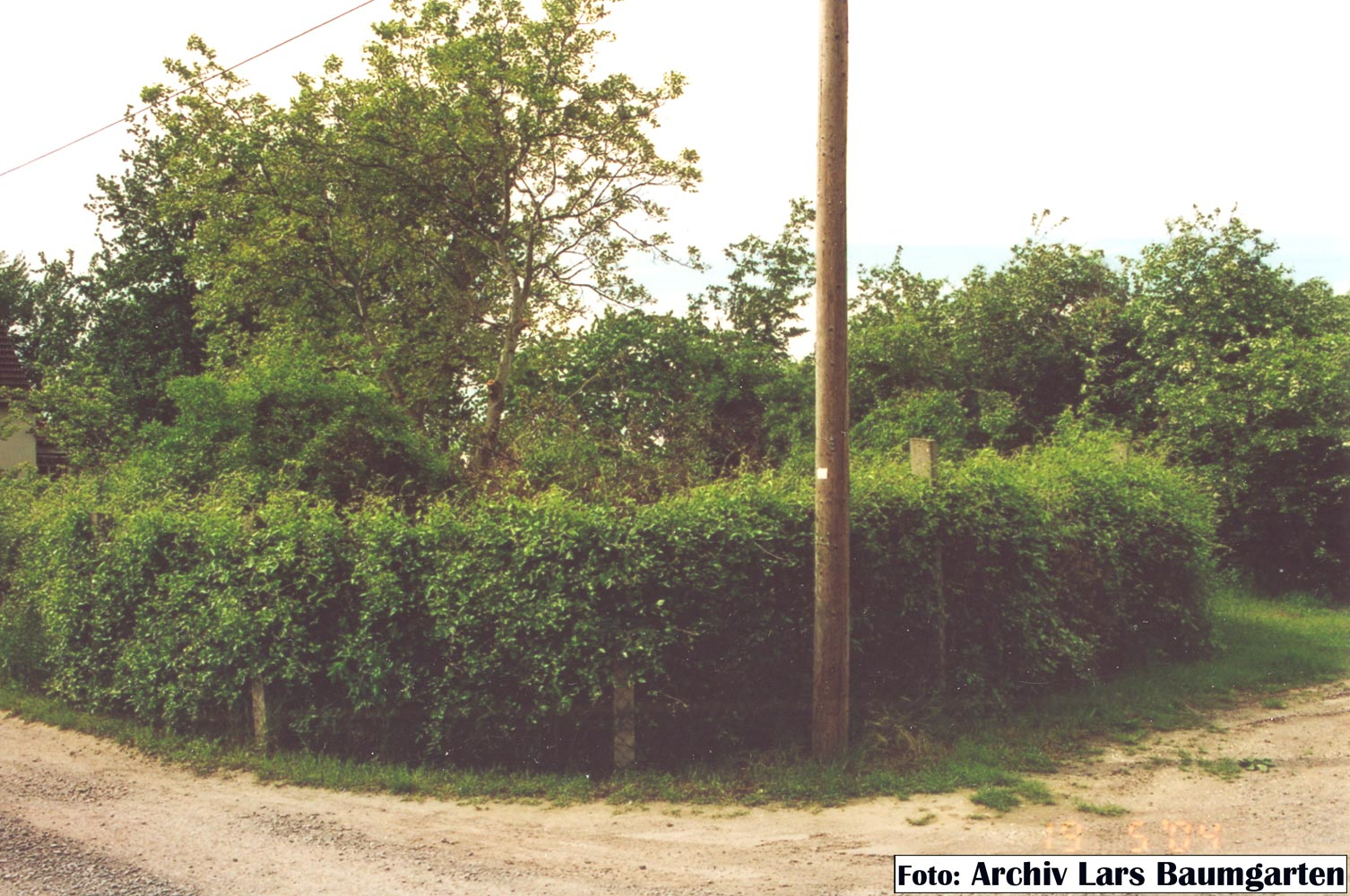
Schachtabdeckung Schacht Adler, 2004